# Buchfart
Buchfart – miejscowość i gmina w Niemczech, w kraju związkowym Turyngia, w powiecie Weimarer Land, wchodzi w skład wspólnoty administracyjnej Mellingen.